# Shavington cum Gresty
 (février 2025).
Si vous disposez d'ouvrages ou d'articles de référence ou si vous connaissez des sites web de qualité traitant du thème abordé ici, merci de compléter l'article en donnant les références utiles à sa vérifiabilité et en les liant à la section « Notes et références ».
Shavington cum Gresty est une paroisse civile anglaise située dans le comté de Cheshire.
Elle se compose du village de Shavington et des hameaux de Dodds Bank, Park Estate, Puseydale et Sugar Loaf, ainsi que d'une partie du hameau de Goodall's Corner.